# Садгуріс моедані-1
41°43′21″ пн. ш. 44°47′51″ сх. д. / 41.72250° пн. ш. 44.79750° сх. д.
Садгуріс моедані-1 (груз. სადგურის მოედანი, Вокзальна площа) — станція Ахметелі-Варкетільської лінії Тбіліського метрополітену. Пересадна станція, єдиний пересадний вузол в Тбіліському метрополітені.
Відкрита 11 січня 1966.

## Вестибюлі і пересадки

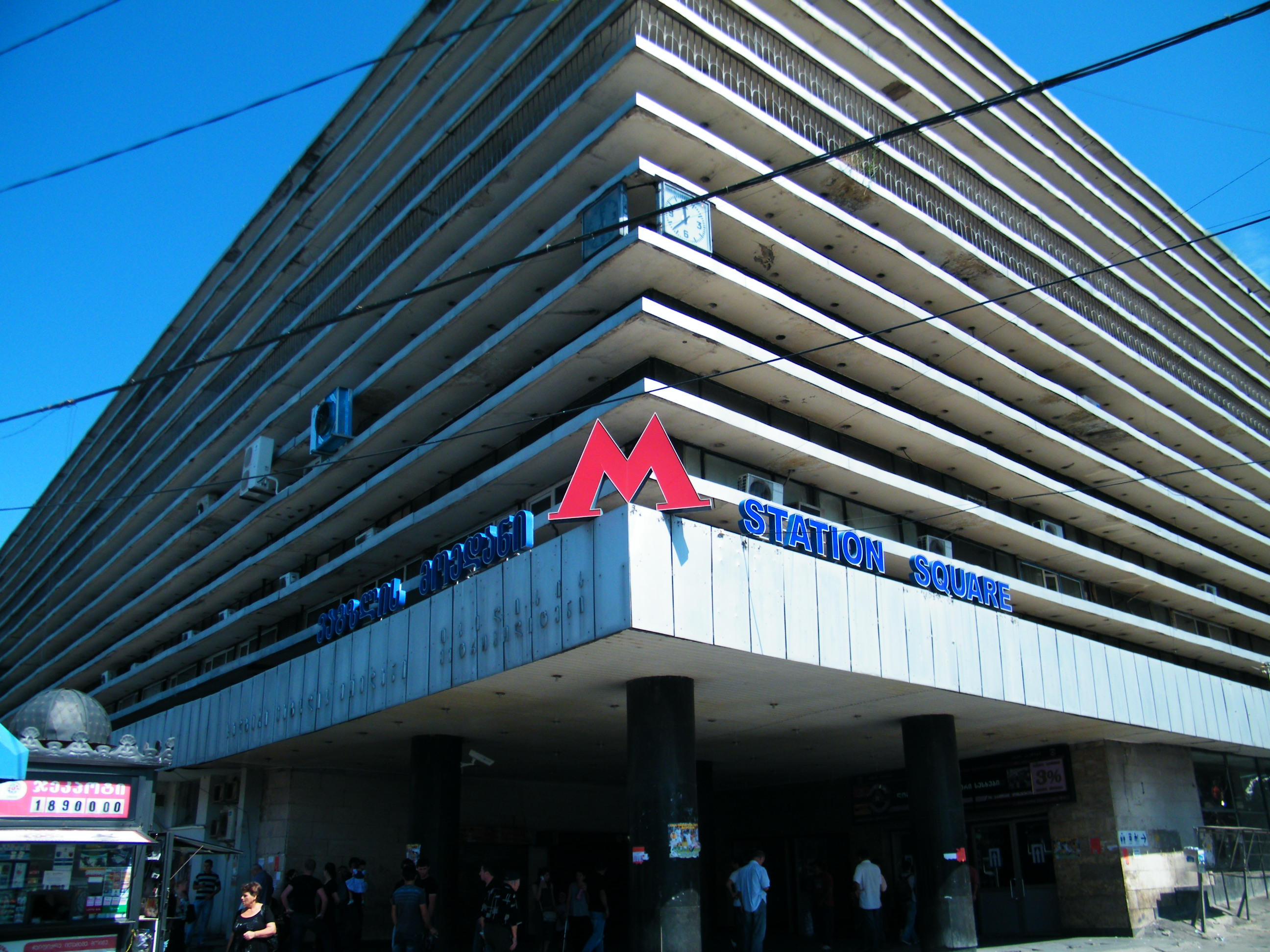
Вбудований вестибюль станції

Вихід на південь — тристрічковий похилий хід до вокзалу. Вихід на північ — підйом по сходах в розподільчий зал. Далі — якщо стояти спиною до станції, піднявшись по цих сходах: праворуч — тристрічковий похилий хід у будівлю управління тбіліського меттрополітену. Ліворуч — довгий коридор (злегка забирає вліво) проходить по містку через станцію Садгуріс моедані-2 — можна спуститися на платформу по сходах, далі коридор і тристрічковий похилий хід на вихід до іншого вокзалу (на площу 2 вокзалу).
Також вихід на Центральний ринок Тбілісі; до району Надзаладеві і до проспекту Цотне Дадіані.
Конструкція станції — пілонна трисклепінна.
Оздоблення — пілони оздоблені кремовим мармуром, колійні стіни — пластиком, підлога — коричневим гранітом.

## Ресурси Інтернету
- Тбіліський метрополітен(англ.)
- Тбіліський метрополітен(груз.)